# Bleecker Street

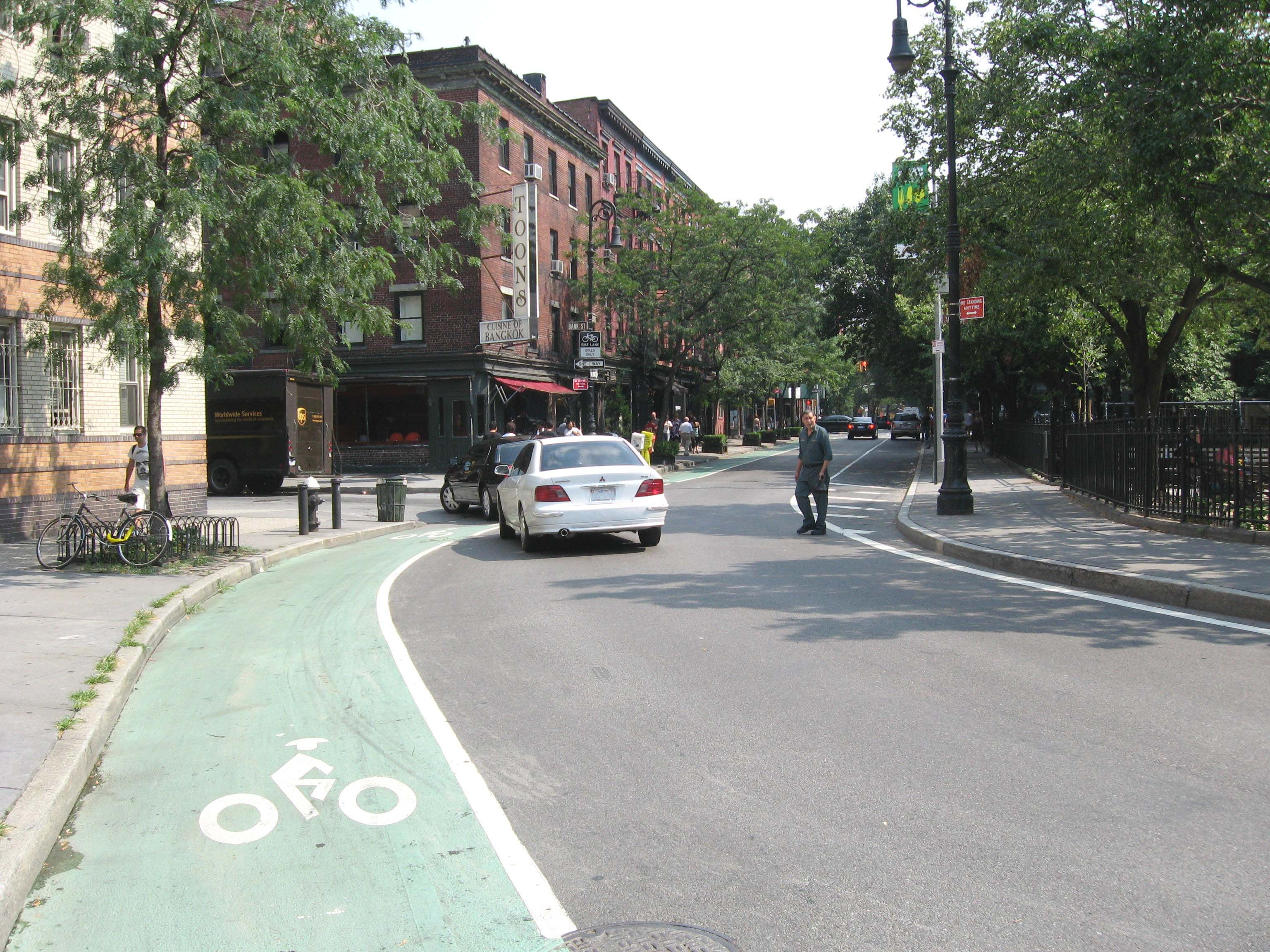
Bleecker Street bij Abingdon Square

Bleecker Street is een bekende winkel- en uitgaansstraat in de wijk Lower Manhattan van New York.
De straat loopt vanaf Abingdon Square in Greenwich Village tot de Bowery in East Village. Oorspronkelijk liep de straat enkel tussen de Bowery en Sixth Avenue. In 1829 werd aangesloten op Herring Street, waardoor de straat in noordwestelijke richting verlengd werd tot Abingdon Square. Met deze wijziging verviel ook de naam Herring Street. Ter plaatse van Sixth Avenue maakt de straat ook een scherpe knik.
De straat is vernoemd naar de familie Bleecker, omdat de straat over hun toenmalige land liep.
Het zuidoostelijke deel van de straat is onder andere te bereiken via metrostation Bleecker Street op de kruising met Lafayette Street.